# Monodilepas skinneri
Monodilepas skinneri es una especie de molusco gasterópodo de la familia Fissurellidae.

## Distribución geográfica
Es  endémica de las  Islas Chatham de Nueva Zelanda.